# Joey Styles
Joseph Carmine Bonsignore (Bronx, Nueva York; 14 de julio de 1971), más conocido como Joey Styles, es un excomentarista de la lucha libre profesional y ex profesional en el campo de las ventas de publicidad. Trabajó para la empresa WWE, donde era director de medios digitales del contenido para WWE.com.

## Carrera

### Extreme Championship Wrestling (1994–2001)
Styles es más conocido por su trabajo en la Extreme Championship Wrestling durante toda su transmisión entre 1994 y su quiebra en 2001. Styles fue el único anfitrión de la ECW Hardcore TV y pasó la primera parte de la carrera como locutor, además de ser el único anunciador de la promoción(la posición originalmente iba a ser dado a Mick Karch), que ofrecía ambos play-by-play y comentario de color durante la televisión y en emisiones PPV, añadiendo tanto sus conocimientos de lucha legítima y el momento de comedia en el programa. Fue el primer y único locutor de lucha libre en la historia en llamar a un evento PPV solo. Más tarde, en la promoción, se le unió al comentarista de Rick Rude en Hardcore TV, Joel Gertner en ECW on TNN, y más a Cyrus en los PPV.

### World Wrestling Entertainment / WWE (2005–2016)

#### ECW One Night Stand
Styles firmó con la World Wrestling Entertainment y regresó como comentarista en el primer ECW One Night Stand, donde él y Mick Foley comentaron el show.
Su actuación en el primer One Night Stand PPV fue aclamado como una clase magistral en el comentario de play-by-play, pero no fue sin controversia. Durante el enfrentamiento entre Mike Awesome y Masato Tanaka, Styles criticó a Mike Awesome por sus asuntos en la vida real con la ECW por la competición de World Championship Wrestling y llamándolo un "Judas". Styles criticó más a Awesome diciendo que era "una vergüenza que no logró quitarse la vida". Después de que Awesome ejecutara un suicide dive. Esta declaración fue lamentablemente profética, porque Awesome se suicidó en 2007.

#### RAW (2005-2006)
Poco después, Styles fue promovido al mayor show de la WWE, RAW, junto a Jonathan Coachman y Jerry Lawler, hasta que renunció el 1 de mayo de 2006, debido a que Jim Ross estaba regresando a su puesto.

#### ECW (2006-2008)
Cuando WWE volvió a abrir ECW como un show semanal, Styles se unió al equipo de comentaristas junto a Tazz hasta abril de 2008, cuando fue remplazado por Mike Adamle.

#### WWE.COM (2008-2016)
En abril de 2008, Styles siguió trabajando como "Director de contenido digital" de WWE.com, además, Styles administra el contenido de la ECW en WWECLASSICS.com y en WWE Classics On Demand.
En agosto del 2016, fue liberado de la empresa.

## En lucha libre profesional
- Sobrenombres
  - "The Extreme Announcer"
  - "Stocky Balboa"
  - "The Unscripted, Uncensored, Loose Cannon of Commentary"
  - "The Voice of Extreme Championship Wrestling"
  - "The Voice of Hardcore"

## Logros
- Extreme Championship Wrestling

- Anfitrión de ECW Hardcore TV
- Anfitrión de ECW on TNN
- Anunciador Play-by-Play

- Wrestling Observer

- Mejor anunciador de TV (1994–1996)

- World Wrestling Entertainment

- Anunciador Play-by-Play de Raw
- Anunciador Play-by-Play de Heat
- Anunciador Play-by-Play de ECW
- Entrevistador de bastidores de PPV en WWE.com
- Director de Contenido Digital de WWE.com